# الكتيبة الهولندية

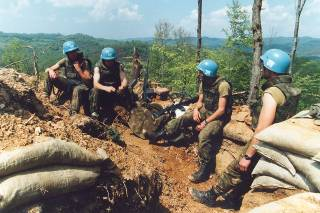
جُنود ضمن الكتيبة الهولندية آنذاك.

الكتيبة الهولندية (بالهولندية: 1 (NL) VN Infanteriebataljon) كانت كتيبة هولندية تحت قيادة الأمم المتحدة في عملية قوة الحماية التابعة للأمم المتحدة. تم تشكيلها على عجل من اللواء الجوي المتنقل الناشئ للقوات المسلحة الهولندية الملكية بين فبراير 1994 ونوفمبر 1995 للمشاركة في عمليات حفظ السلام في يوغوسلافيا السابقة. تم تكليفها بتنفيذ قرار مجلس الأمن الدولي رقم 819 في جيوب المسلمين البوسنيين والمنطقة الآمنة التي حددتها الأمم المتحدة في سريبرينيتشا خلال حرب البوسنة والهرسك.
في يوليو 1995 عندما جاءت القوات الصربية البوسنية تحت قيادة الجنرال راتكو ملاديتش للسيطرة على الجيب كان عدد الجنود الهولنديين أقل بكثير من حيث العدد وكانوا مجهزين بشكل خفيف للغاية لصد القوات الصربية البوسنية المدججة بالسلاح. كما تم رفض طلبها بتقديم دعم جوي لقوة الحماية. بعد ذلك قادت القوات الصربية تحت قيادة ملاديتش سكان سربرينيتشا من البوشناق إلى الجبال حيث قُتل الآلاف منهم.
على الرغم من جهودهم لتأمين السلام في المنطقة سقط الجيب في أيدي صرب البوسنة. في عام 2016 رفع العديد من قدامى المحاربين في الكتيبة بموافقة قائدها دعوى قضائية ضد الحكومة الهولندية بتهمة «الإهمال الشديد» فيما يتعلق بالمهمة.

## العملية
كانت الكتيبة الهولندية كتيبة تابعة للجيش الهولندي. تألفت مهمتها من نشر أربع دورات متتالية كل منها من حوالي 450 شخصا وسميت الكتيبة الهولندية 1 والكتيبة الهولندية 2 والكتيبة الهولندية 3 والكتيبة الهولندية 4. كانت القوات الهولندية مسلحة بأسلحة شخصية ومدافع رشاشة واثنين من قذائف آر بي جي المضادة للدبابات وفقا لتفويض الأمم المتحدة لقوة الحماية. كان مقرها الرئيسي في مصنع قديم للبطاريات في بوتوتشاري على بعد 5 كيلومترات (3.1 ميل) من سريبرينيتشا. أنشأت الكتيبة الهولندية 30 نقطة مراقبة في جميع أنحاء محيط الجيب تتكون في الغالب من سيارة مصفحة بأكياس رملية وما يرتبط بها من أفراد ومعدات.
كانت مهمة قوة الأمم المتحدة للحماية هي تنفيذ قرار مجلس الأمن التابع للأمم المتحدة رقم 819 في الجيب المسلم البوسني (الذي أطلقت عليه الأمم المتحدة "منطقة آمنة" أو "ملاذ آمن"). نصت قواعد الاشتباك على أن قوات حفظ السلام يمكنها استخدام القوة للدفاع عن النفس فقط. لقد اعتمدوا على الدعم الجوي من الناتو. التدخل في القتال كان ممنوعا على جميع قوات الناتو والأمم المتحدة. وفقا للقرار 819 الجملة 10 وطالب القرار 819 جميع الأطراف بضمان سلامة قوة الحماية وموظفي الأمم المتحدة والمنظمات الدولية الأخرى. وضعت هولندا كتيبة من اللواء المحمول جوا تحت تصرف قوة الحماية. كانت القوة الرئيسية للكتيبة (الهولندية) متمركزة في جيب سيبرنيتشا". سقطت منطقة الكتيبة الهولندية تحت حصار جيش جمهورية صرب البوسنة عندما بدأت القوات الجوية لحلف شمال الأطلسي في قصف صرب البوسنة الذين يحاصرون سراييفو.

## الأحداث

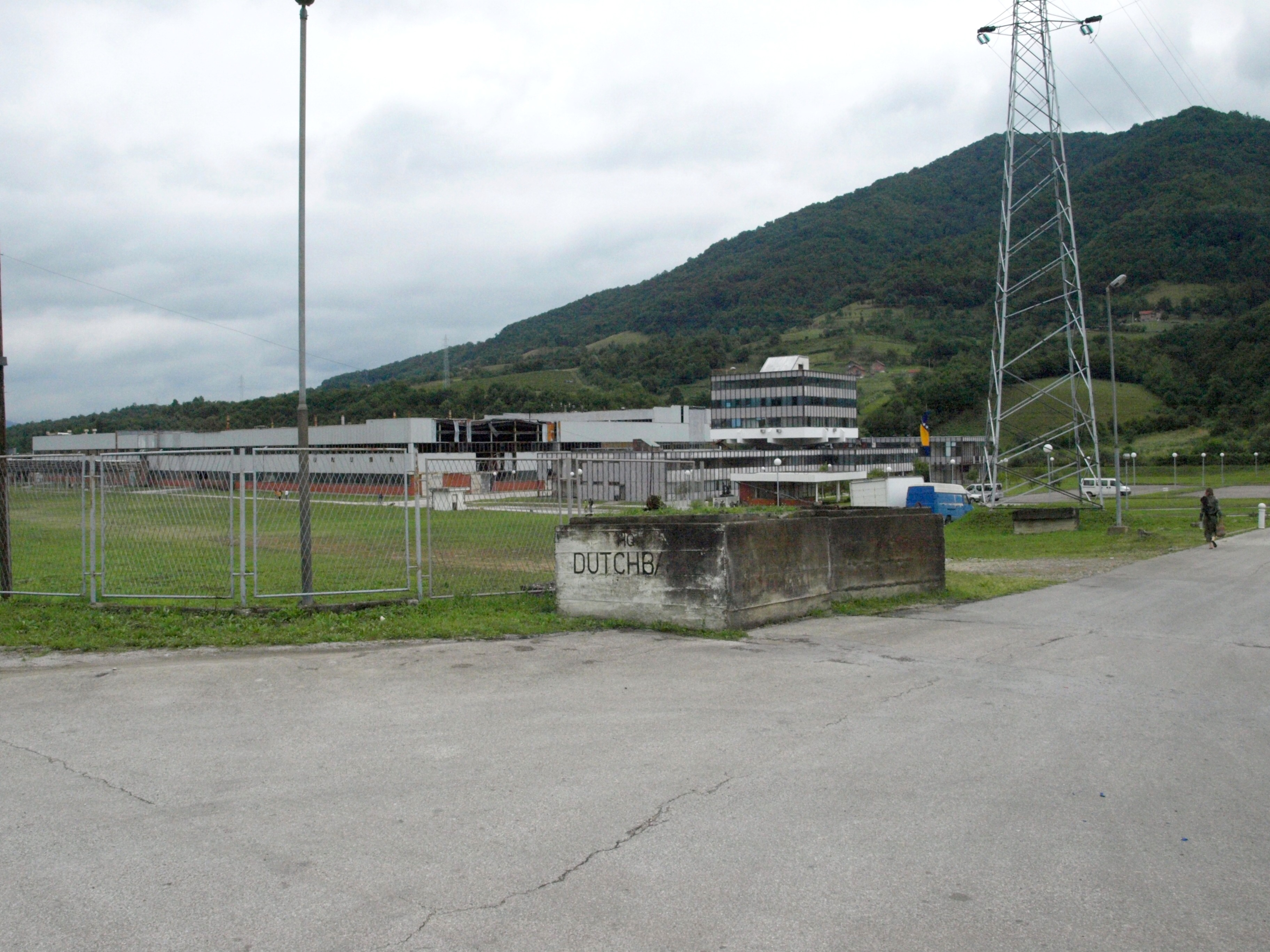
منطقة الكتيبة الهولندية السابقة في سريبرينيتشا / بوتوتشاري، الصورة من عام 2008.

وصفه بعض المحللين بأنه «جحر الفئران» بسبب موقعه الجغرافي في واد محاط بالتلال والجبال وقد تم حصار جيب سريبرينيتشا بسهولة من قبل القوات الصربية البوسنية التابعة للعقيد راتكو ملاديتش مما أدى إلى عزل الكتيبة الهولندية مما تسبب في أوجه القصور الخطيرة في الأحكام. عندما قامت مدفعية جيش جمهورية صرب البوسنة بسحق مقاومة فرقة المشاة الجبلية 28 التي كانت تدافع عن المدينة قدم المقدم كريمان طلبا عاجلا للحصول على دعم جوي من الأمم المتحدة عبارة عن طائرتان هولنديتان من طراز إف-16 لمهاجمة الدروع الثقيلة لجيش جمهورية صرب البوسنة. الهجوم لم يحدث أبدا. ويُزعم أنه تم إلغاؤه عندما هددت القوات الصربية البوسنية بإعدام 50 من أعضاء الكتيبة الهولندية 3 الذين تم احتجازهم كرهائن. في 8 يوليو تعرضت مركبة مصفحة هولندية من طراز YPR-765 لإطلاق النار من صرب البوسنة وانسحبت. وطالبت مجموعة من البوشناق ببقاء المدرعات للدفاع عنهم وأقامت حاجزا مؤقتا لمنعها من التراجع. مع استمرار انسحاب السيارة المدرعة ألقى مزارع بوسني كان يحرس الحاجز قنبلة يدوية عليها وقتل الجندي الهولندي رافيف فان رينسن.
خلال التناوب الثالث للكتيبة الهولندية 3 بقيادة المقدم توم كاريمانز استولى جنود ملاديتش على المدينة في 11 يوليو 1995 مما تسبب في نزوح العديد من سكان المدينة. قام حوالي 15000 نازح بالرحيل باتجاه توزلا سيرا على الأقدام لكن الغالبية بحثت عن قوة حماية الأمم المتحدة في بوتوتشاري.
التقى ملاديتش مع المقدم كاريمانز وهناك تم الاتفاق على تسليم الجيوب إلى جيش جمهورية صرب البوسنة. بحجة إجلاء السكان البوسنيين إلى مدينة محمية تم نقل معظم النساء والأطفال بالحافلة إلى منطقة خاضعة لسيطرة صرب البوسنة. وأكد الصرب البوسنيين لكريمان أنه سيتم نقل الرجال في وقت لاحق. لكن بدلا من ذلك شرع الصرب البوسنيين في ذبح السكان الذكور في سريبرينيتشا البالغ عددهم حوالي 8373 من البوشناق من مختلف الأعمار. في 21 يوليو مع وجود المنطقة بأكملها بالفعل تحت سيطرة جيش جمهورية صرب البوسنة غادرت الكتيبة الهولندية الجيب.
من يوليو حتى نوفمبر 1995 خدمت الكتيبة الهولندية 4 وتعامل بشكل أساسي مع اللاجئين في سيمين هان بالقرب من توزلا.

## الآثار

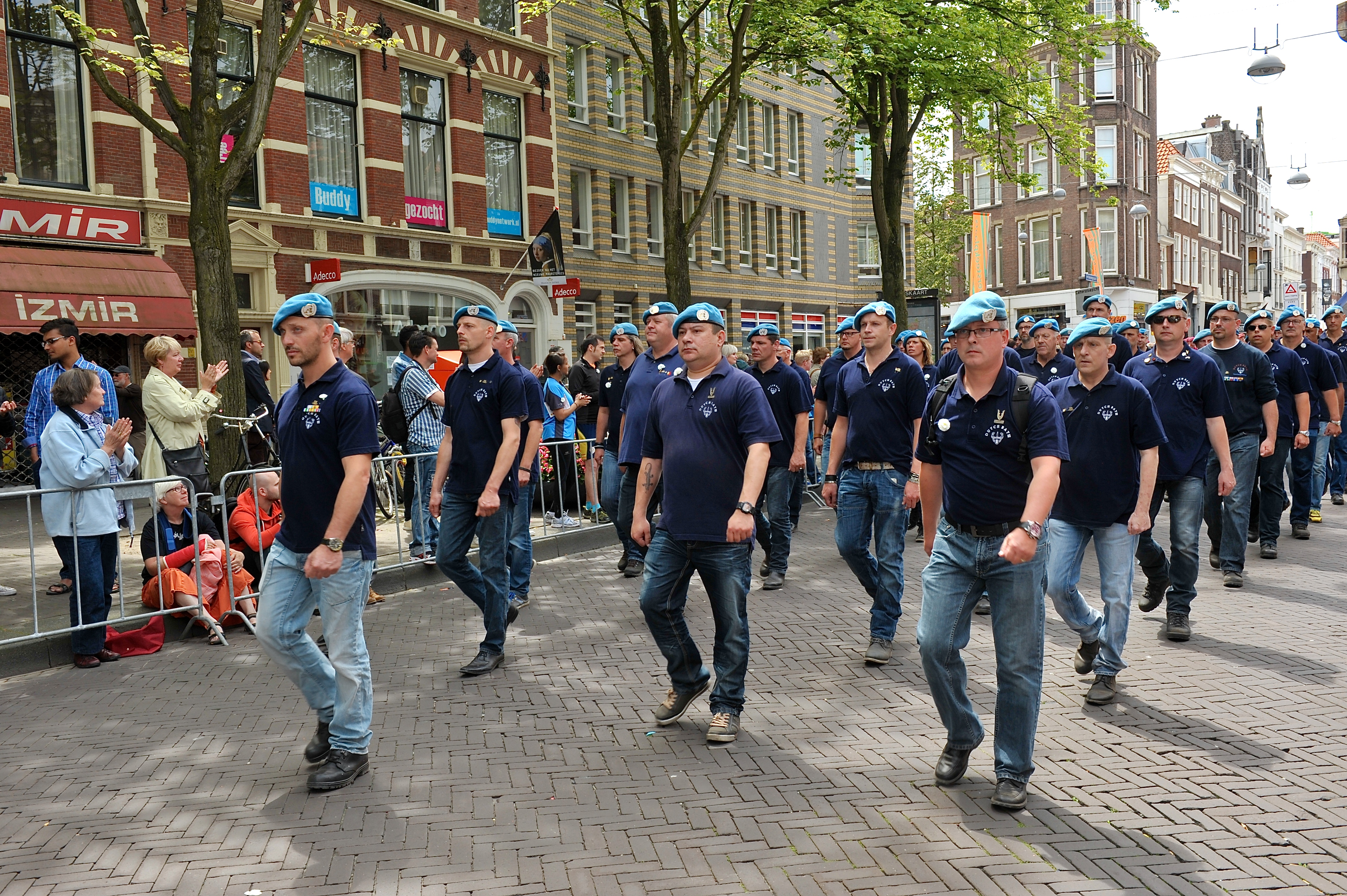
قدامى المحاربين من فريق الكتيبة الهولندية 3 يسيرون في لاهاي في يوم المحاربين القدامى، 2014.

كان لهذا الحادث تأثير كبير على الرأي العام في هولندا. نتج عن تحقيق رسمي استمر سبع سنوات في الحادث أجراه المعهد الهولندي لتوثيق الحرب تقرير «سريبرينيتسا: منطقة آمنة» نُشر في 10 أبريل 2002 وأسفر عن استقالة رئيس وزراء هولندا فيم كوك بعد ستة أيام. انتقد التقرير المؤلف من 3400 صفحة القيادات العليا السياسية والعسكرية في هولندا باعتبارها مذنبة بالإهمال الجنائي لعدم منع المذبحة. كانت الاستنتاجات مدمرة:
- لم تكن المهمة معدة بشكل مناسب.
- لم يكن هناك تنسيق بين وزارة الدفاع (تحت قيادة جوريس فورهوف) ووزارة الخارجية (تحت قيادة هانس فان ميرلو).
- لم تحصل الوحدة على الموارد الكافية لإنجاز المهمة. كانت القوة النارية الكافية ووحدات التحكم الجوية الأمامية لتوجيه الهجمات الجوية مفقودة.
- ورفض المسؤولون عن الدعم الجوي غير الهولنديين تقديم المساعدة بناء على طلب كاريمانز.

لم تقم هولندا والأمم المتحدة بواجبهما.
في 4 ديسمبر 2006 أعطى وزير الدفاع هينك كامب شارات تذكارية لجنود الكتيبة الهولندية 3. انتقد الجمهور وكذلك بعض الناجين وأقارب ضحايا سريبرينيتشا هذه الجائزة بشدة. في يونيو 2007 قدمت جمعية لأقارب ضحايا المجزرة في لاهاي إدانة لحكومة هولندا والأمم المتحدة لإهمالها في المذبحة. في أكتوبر من نفس العام قام اثنا عشر عضوا سابقا في الكتيبة الهولندية 3 بزيارة النصب التذكاري لمذبحة سريبرينيتشا لإحياء ذكرى الضحايا. عارضت نفس المجموعة من الأقارب فعلهم التكفيري لفتح حوار.
وبحسب إفادات 171 من أفراد الكتيبة فإن 65٪ غادروا الجيش و 40٪ طلبوا علاجا نفسيا و 10٪ تظهر عليهم أعراض اضطراب الكرب التالي للصدمة النفسية (رقم رسمي؛ يرى المهنيون الصحيون الذين عالجوهم أن النسبة أكبر بكثير).
تمت الإشارة إلى التقرير من قبل وسائل الإعلام الدولية. وقد وصف معهد صحافة الحرب والسلام التقرير بأنه «مثير للجدل».